# Cam Hiệp
Cam Hiệp là một xã thuộc tỉnh Khánh Hòa, Việt Nam.

## Lịch sử
Ngày 16 tháng 6 năm 2025, Ủy ban Thường vụ Quốc hội ban hành Nghị quyết số 1667/NQ-UBTVQH15 về việc sắp xếp các đơn vị hành chính cấp xã của tỉnh Khánh Hòa năm 2025 (có hiệu lực từ ngày 16 tháng 6 năm 2025). Trong đó, hợp nhất các xã Sơn Tân, phần còn lại của xã Cam Hiệp Bắc và xã Cam Hiệp Nam, và phần còn lại của các xã Cam Hòa, Cam Tân, Suối Tân thành xã Cam Hiệp.

## Địa lý
Xã Cam Hiệp có ranh giới với các xã:
- Phía Bắc giáp với xã Suối Dầu.
- Phía Nam giáp với xã Cam An.
- Phía Đông giáp với xã Cam Lâm.
- Phía Tây giáp với xã Đông Khánh Sơn.

Xã có diện tích 115,12 km², dân số năm 2025 là 5.000 người, mật độ dân số đạt 43 người/km².